# Mordechai Breuer
Mordechai Breuer (em hebraico : מרדכי ברויאר), nascido em 1921 e morreu 24 de fevereiro de 2007, foi um rabino ortodoxo. Foi um dos principais especialistas sobre o Tanakh Hebraica e da Bíblia (Texto do Códice de Alepo) .
Foi primo de Ursula Merkin. Ele nao deve ser confundido com o seu irmão Merkin, um renomado estudioso de mesmo nome ( Mordechai Breuer ).  Breuer foi um bisneto do rabino Samson Raphael Hirsch .

## Contribuição literária
Ele produziu duas edições do Tanakh com texto e formatação com base nas do Codex Aleppo (incluindo a reconstrução de suas partes em falta).
O método de Breuer é a base da moderna edição do Tanach conhecida como Keter Yerushalayim (כתר ירושלים "A Coroa de Jerusalém"), impresso em Jerusalém, em 2000, referido em Inglês como o Jerusalem Codex. Este texto é o Tanakh oficial da Universidade Hebraica de Jerusalém e do israelense do Knesset.
Ele era conhecido por desenvolver Shitat Habechinot ("a abordagem de aspecto"), que sugere que diferentes estilos e as tensões internas no texto bíblico representam diferentes aspectos de Deus ou a Torá, que não podem ser mescladas, sem perder sua identidade. De acordo com Breuer, Deus escreveu a Torá de "múltiplas perspectivas ... cada uma constituindo uma única verdade que é apenas a combinação de tais verdades que dá expressão à verdade absoluta." Se aplicada, esta abordagem proporcionaria um quadro alternativo para a hipótese documentária, que defende que a Torá foi escrita por vários autores. 
Em seus dois volumes do livro Pirkei Moadot (1986), o rabino Breuer discute vinte e oito tópicos, principalmente feriados como o sábado, Pessach, Shavuot e Chanucá. A maioria dos ensaios direcionados são ao peshat ou simples compreensão do texto bíblico (lei escrita) e tentar esclarecer como se corresponde com a Halachá (lei rabínica). Alguns dos ensaios tratam de questões de direito oral. Por exemplo, em um de seus ensaios em Pessach, ele discute como e por que a ordem do Sêder de Pessach mudou desde a destruição do Templo. Originalmente, o korban Pesach (sacrifício da Páscoa) foi comido depois de dizer Kidush e beber o primeiro copo de vinho. Ele explica como e porque o Sêder foi desenvolvido e apresentado na Hagadah hoje em dia. Na introdução, ele articula sua metodologia para determinar a peshat do texto bíblico e demonstra esse método em vários dos ensaios.